# 1759.
◄ | 17. stoljeće | 18. stoljeće | 19. stoljeće | ►
◄ | 1720-ih | 1730-ih | 1740-ih | 1750-ih | 1760-ih | 1770-ih | 1780-ih | ►
◄◄ | ◄ | 1756. | 1757. | 1758. | 1759. | 1760. | 1761. | 1762. | ► | ►►
Arhitektura • Astronomija • Biologija • Glazba • Kazalište • Kemija • Kiparstvo • Knjige • Književnost • Kršćanstvo • Medicina • Politika • Pravo • Promet • Slikarstvo • Znanost

## Rođenja
- 28. svibnja – William Pitt Mlađi,  britanski državnik († 1806.)
- 19. srpnja – Serafim Sarovski, ruski svetac († 1833.)
- 10. studenog – Friedrich Schiller, njemački književnik († 1805.)

## Smrti
- 14. travnja – George Friedrich Händel, njemački skladatelj (* 1685.)